# John Pettit
John Pettit (Sackets Harbor, 1807. június 24. – Lafayette, 1877. január 17.) az Amerikai Egyesült Államok szenátora (Indiana, 1853–1855).